# Earophila semna
Earophila semna är en fjärilsart som beskrevs av Louis Beethoven Prout 1929. Earophila semna ingår i släktet Earophila och familjen mätare. Inga underarter finns listade i Catalogue of Life.